# Liptovská Osada
Liptovská Osada és un poble i municipi d'Eslovàquia que es troba a la regió de Žilina, al centre-nord del país.

## Demografia
| Godina             | 1994 | 2004   | 2014   | 2024   |
| ------------------ | ---- | ------ | ------ | ------ |
| Nombre de persones | 1715 | 1617   | 1651   | 1564   |
| Diferència         |      | −5,71% | +2,10% | −5,26% |

| Godina             | 2023 | 2024   |
| ------------------ | ---- | ------ |
| Nombre de persones | 1573 | 1564   |
| Diferència         |      | −0,57% |